# Owain Gwynedd
Owain ap Gruffydd ap Cynan (Anglesey, 1100 circa – Regno di Gwynedd, 23 o 28 novembre 1170) re del Gwynedd dal 1137 alla morte, succedendo al padre Gruffydd ap Cynan. Conosciuto come Owain Fawr (Owain il Grande), è considerato uno dei più potenti sovrani gallesi.
Re del Galles dal 1137 al 1157, fu il primo a portare il titolo di Principe di Galles. Divenne noto successivamente come Owain Gwynedd per distinguerlo dal contemporaneo Owain ap Gruffydd, noto a sua volta come Owain Cyfeiliog, re del Powys Wenwynwyn.

## Biografia

### Primi anni di vita
Owain era un membro del casato di Aberffraw, il ramo più anziano della dinastia di Rhodri il Grande. Suo padre, Gruffydd ap Cynan, era un sovrano forte e longevo che aveva reso il Regno del Gwynedd il più influente del Galles durante i sessantadue anni del suo regno, usando l'isola di Anglesey come base di potere. Sua madre, Angharad ferch Owain, era la figlia di Owain ab Edwin di Tegeingl.
Si pensa che Owain sia nato ad Anglesey intorno all'anno 1100. Intorno al 1120 Gruffydd era diventato troppo vecchio per guidare le sue forze in battaglia e Owain e i suoi fratelli Cadwallon e, in seguito, Cadwaladr guidarono le forze del Gwynedd contro i Normanni e contro altri principi gallesi con grande successo. Suo fratello maggiore Cadwallon fu ucciso in una battaglia contro le forze del Regno del Powys nel 1132, lasciando Owain come erede di suo padre. Owain e Cadwaladr, in alleanza con Gruffydd ap Rhys del Deheubarth, ottennero un'importante vittoria sui Normanni a Crug Mawr vicino a Cardigan nel 1136 e annessero il Ceredigion al regno del padre.

### Ascesa al trono
Alla morte di Gruffydd nel 1137, Owain ereditò il Gwynedd, ma dovette condividerlo con Cadwaladr. Nel 1143 Cadwaladr fu implicato nell'omicidio di Anarawd ap Gruffydd del Deheubarth, e Owain rispose inviando suo figlio Hywel per spogliarlo delle sue terre nel Ceredigion del Nord. Sebbene si riconciliò in seguito con Cadwaladr, dal 1143, Owain regnò da solo sulla maggior parte del Galles settentrionale. Nel 1155 Cadwaladr fu mandato in esilio.
Owain approfittò dell'Anarchia, una guerra civile tra Stefano di Blois, re d'Inghilterra, a Matilde d'Inghilterra, per espandere i confini di Gwynedd più a est che mai.  Nel 1146 conquistò il castello di Mold e intorno al 1150 conquistò Rhuddlan e invase i confini del Powys. Il principe del Powys, Madog ap Maredudd, con l'assistenza di Ranulph de Gernon, IV conte di Chester, diede battaglia a Coleshill, ma Owain ne uscì vittorioso.

### Lo scontro con Enrico II
Tutto andò bene fino all'ascesa del re Enrico II d'Inghilterra nel 1154. Enrico invase il Gwynedd nel 1157 con il sostegno di Madog ap Maredudd del Powys e di Cadwaladr. L'invasione ha incontrato fortune alterne. Le forze di Enrico devastarono il Gwynedd orientale e distrussero molte chiese, facendo infuriare così la popolazione locale. I due eserciti si incontrarono a Ewloe. Gli uomini di Owain tennero un'imboscata all'esercito reale in una stretta valle boscosa, sbaragliandola completamente con lo stesso re Enrico che evitò per poco la cattura. La flotta che accompagnava l'invasione fece uno sbarco ad Anglesey dove fu sconfitta. Infine, nel 1157, al termine della campagna, Owain fu costretto a scendere a patti con Enrico, essendo obbligato a cedere Rhuddlan e altre conquiste a est e a giurare fedeltà al re inglese.
Madog ap Maredudd morì nel 1160, consentendo a Owain di riconquistare i territori ad est. Nel 1163 formò un'alleanza con il nipote Rhys ap Gruffydd del Deheubarth per sfidare il dominio inglese. Enrico invase nuovamente Gwynedd nel 1165, ma invece di prendere la solita rotta lungo la pianura costiera settentrionale, l'esercito del re invase da Oswestry e prese una rotta sulle colline di Berwyn. L'invasione fu accolta da un'alleanza di tutti i principi gallesi, con Owain come leader indiscusso. Tuttavia, a parte una piccola schermaglia nella battaglia di Crogen, ci furono pochi combattimenti, perché il clima gallese venne in aiuto di Owain, giacché la pioggia torrenziale costrinse Enrico a ritirarsi. L'infuriato Enrico mutilò un certo numero di ostaggi gallesi, inclusi due dei figli di Owain.
Gli inglesi non invasero più il Gwynedd e Owain riuscì a riprendere le sue conquiste orientali, riconquistando il castello di Rhuddlan nel 1167 dopo un assedio di tre mesi.

### Controversie con la chiesa e morte
Gli ultimi anni della vita di Owain furono segnati dalle controversie con l'arcivescovo di Canterbury, Thomas Becket, sulla nomina di un nuovo vescovo di Bangor. Quando la sede divenne vacante, Owain fece eleggere il suo candidato, Arthur di Bardsey. L'arcivescovo si rifiutò di accettarlo, quindi Owain fece consacrare Arthur in Irlanda. La disputa continuò e la sede rimase ufficialmente vacante anche dopo la morte di Owain. Fu anche messo sotto pressione dall'Arcivescovo e dal Papa per ripudiare la sua seconda moglie, Cristina, che era sua cugina di primo grado, rapporto che rendeva invalido il matrimonio secondo la chiesa. Nonostante fosse stato scomunicato per la sua sfida, Owain si rifiutò risolutamente di ripudiare la moglie. Owain morì nel 1170 e, nonostante fosse stato scomunicato, fu sepolto nella Cattedrale di Bangor dal clero locale.
Dopo la sua morte, scoppiò una guerra civile tra i suoi figli. Owain è stato sposato due volte, prima con Gwladus ferch Llywarch ap Trahaearn, dal quale ha avuto due figli, Maelgwn ab Owain Gwynedd e Iorwerth Drwyndwn, il padre di Llywelyn il Grande, poi con Cristina, da cui ha avuto tre figli tra cui Dafydd ab Owain Gwynedd e Rhodri ab Owain Gwynedd. Aveva anche un certo numero di figli illegittimi, che secondo la legge gallese avevano lo stesso diritto sull'eredità se riconosciuti dal padre.